# Anouk Leblanc-Boucher
Anouk Leblanc-Boucher (n. 21 octombrie 1984, Prévost⁠(d), provincia Québec, Canada) este o sportivă ce a reprezentat Canada, medaliată olimpică. A participat la o ediție a Jocurilor Olimpice (2006) în care a câștigat o medalie de argint și o medalie de bronz.